# Skolekommission
Skolekommissionen var et udvalg med ansvar for kommunens skolevæsen i perioden 1814-1989; dog med undtagelse af landkommuner i perioden 1841-67. Skolekommissionerne var indtil 1933 under præsternes ledelse styrings- og tilsynsorgan for sognenes skolesager. Herefter kunne med varierende status lærerrepræsentanter og fra 1949 valgte forældrerepræsentanter deltage i møderne. I slutningen af funktionsperioden var en skolekommission sammensat af 5-15 medlemmer med repræsentation af kommunens skolenævn, kommunalbestyrelsen, lærerne og eleverne.
Af skolekommissionens opgaver kan nævnes tilsyn med undervisningen, udarbejdelse af forslag til skole-, undervisnings- og ungdomsskoleplaner og med indstillingsret ved ansættelse og afskedigelse af ledere og lærere ved skolerne.
Skolekommissionen var fælles for alle kommunens skoler. På den enkelte skole var der et skolenævn.
I dansk skolehistorie bruges betegnelsen skolekommission også om de store lovforberedende forsamlinger på skoleområdet i bl.a. årene 1789-1814 og 1919-23.